# Ion Eduard Fuhn
Ion Eduard Fuhn est un herpétologiste roumain, né le 23 janvier 1916 à Bucarest et mort le 31 août 1987 dans cette même ville.

## Biographie
Après s’être intéressé aux oiseaux, il s’oriente vers l’étude des amphibiens et des reptiles, notamment grâce à l’aide de l’herpétologie allemand Willy Wolterstorff (1684-1943). Malgré son intérêt pour la biologie, il fait des études de droit (diplômé en 1937) et en philosophie (diplômé en 1938). De 1939 à 1943, il étudie la philosophie dans des écoles secondaires. Après avoir achevé un doctorat de droit en 1946, il devient attaché auprès du ministère des Affaires étrangères mais il perd assez vite sa fonction ainsi que les propriétés familiales à la suite de la création d’un État socialiste.
Fuhn rejoint l’Académie des sciences de son pays et obtient la direction des sections d’herpétologie et d’arachnologie de l’institution, fonction qu’il occupe de 1954 à 1976, date de son départ à la retraite. Il fait paraître de nombreuses publications sur l’herpétofaune de son pays.

## Sources
- Kraig Adler (1989). Contributions to the History of Herpetology, Society for the study of amphibians and reptiles : 202 p.  (ISBN 0-916984-19-2)
- Notices d'autorité :   - VIAF
  - ISNI
  - LCCN
  - NUKAT
  - WorldCat